# Dr. Strangefate
Dr Strangefate es la fusión del Dr. Fate de DC Comics y Doctor Strange Marvel Comics. Personaje surgido dentro de la línea Amalgam, debuta en Dr. Strangefate #1 en 1996.

## Poderes y habilidades
Es imposible de matar y es el único que venció al coleccionista el más poderoso de los Héroes aparecidos en este universo ya que es el único que sabía que su universo fue construido sobre la existencia de otros dos universos, el universo Marvel y el universo DC

## Historia de publicación
Su supuesto debut dentro de Amalgam Comics data desde Strange Tales #100.

## Biografía ficticia
En Dr. Strangefate #1 trata de obtener las llaves que tiene Axel Asher con el fin de preservar el universo Amalgam para esto recurre a la contratación de Jade Nova (Linterna Verde/Nova, Skulk(Solomon Grundy/Hulk) y White Witch (Zatanna/Scarlet Witch), aunque Asher es capturado por esta última, éste nunca revela donde están las llaves y logra escapar.
Durante la miniserie All-Access, Access (Axel Asher) sospecha que Strangefate logró sobrevivir de alguna manera por lo que consigue la ayuda de Batman para enfrentar al Dr. Strange (ayuda muy cuestionada por los fanes), donde se revela que Strangefate de alguna manera logró sobrevivir y toma la conciencia del Dr. Strange la presencia de los X-Men y posteriormente la JLA, y con esto posibilita nuevas amalgamas conocidas como la X-League (la mayoría distintas a las presentadas después de la serie DC vs Marvel/Marvel vs DC), finalmente Axel Asher logra que el Dr. Strange tome posesión de su cuerpo y restaura a los héroes y logra contener a la línea Amalgam en un cristal que es depositado en Axel.
El Dr. Strangefate no aparece dentro de la línea Amalgam vol. 2 de 1997 pero se puede ver claramente sus accesorios en un panel dentro del cómic Howard the Lobo #1. Sin embargo como en este cómic se ve la muerte de todos los héroes de la línea Amalgam es considerado fuera de continuidad.